# Кояїке (провінція)
Провінція Кояїке (ісп. Provincia de Coihaique) — провінція в Чилі у складі регіону Айсен.
Включає 2 комуни.
Територія — 12942 км². Населення — 58670 осіб (2017). Щільність населення — 4.53 чол./км².
Адміністративний центр - Кояїке.

## Географія
Провінція розташована на сході регіону Айсен.
Провінція межує:
- на півночі — провінція Палена
- на сході — провінція Чубут (Аргентина)
- на півдні - провінція Хенераль-Каррера
- на заході — провінція Айсен

## Адміністративний поділ
Провінція включає 2 комуни:
- Кояїке. Адмін.центр - Кояїке.
- Лаго-Верде. Адмін.центр - Лаго-Верде.